# Christophe Deloire
Pour les articles homonymes, voir Deloire.
Christophe Deloire, né le 22 mai 1971 à Paray-le-Monial (Saône-et-Loire) et mort le 8 juin 2024 à Paris, est un dirigeant d'ONG, journaliste, auteur et éditeur français.
Il est le directeur du Centre de formation des journalistes (CFJ) de mai 2008 à juillet 2012, secrétaire général de Reporters sans frontières (RSF) de juillet 2012 à sa mort, et également le président du Forum sur l’information et la démocratie de novembre 2019 à sa mort.

## Biographie

### Enfance et famille
Christophe Nicolas Deloire est né le 22 mai 1971 à Paray-le-Monial. Ses parents, Lucien et Marie-Annick, sont instituteurs.
Il est scolarisé au lycée Camille-Claudel de Digoin, puis poursuit une prépa HEC au lycée du Parc à Lyon,.

### Formation et début de carrière
Diplômé de l'École supérieure des sciences économiques et commerciales (ESSEC) en 1994, Christophe Deloire effectue son service national de 1994 à 1996[réf. souhaitée] comme coopérant au bureau de TF1 à Berlin. De 1996 à 1998, il travaille comme pigiste pour Arte et LCI.
En 1998, Christophe Deloire intègre le service « Société » de l’hebdomadaire Le Point. En 2000, il rejoint le service « Politique », où il est chargé du secteur « Investigation ». En 2004, il publie avec Christophe Dubois une enquête sur les dérives de l’islam s'appuyant sur des documents secret défense, intitulée Les islamistes sont déjà là. Il précise ensuite être « plus inquiet après avoir enquêté qu’avant ».
De 2006 à 2009, Christophe Deloire est directeur de collection au département « Littérature générale » de Flammarion. Il édite des documents, des enquêtes et des témoignages.
En juin 2007, il démissionne du Point pour devenir le rédacteur en chef du service « Politique-Économie » du projet de quotidien, dit « Bild à la française », du groupe de presse allemand Axel Springer, finalement abandonné.
En 2010, il est membre du conseil de direction de l'unité de formation et de recherche de science politique et membre du conseil de l'École doctorale de science politique de l'université Panthéon-Sorbonne et est membre de l'association de préfiguration d'un conseil de presse.
De 2008 à 2012, il est directeur du Centre de formation des journalistes (CFJ), dont il est également vice-président,.

### Reporters sans frontières
En juillet 2012, Christophe Deloire devient secrétaire général de Reporters sans frontières (RSF), il est à la tête de l'organisation non gouvernementale internationale de promotion de la liberté, de l'indépendance et du pluralisme du journalisme.
Le 27 mai 2015, il s’exprime devant le Conseil de sécurité de l’ONU, pour l’adoption de la résolution 2222 sur la protection des journalistes[source insuffisante].
En 2017, Christophe Deloire a été réélu directeur général de RSF et secrétaire général de RSF International par le conseil d’administration et le conseil international de RSF.
Sous sa direction, Reporters sans frontières ouvre de nombreux bureaux à l’étranger : à Rio de Janeiro en 2015, Londres en 2016, Taipei en 2017, Dakar en 2019. Désormais, RSF dispose de 13 bureaux dans le monde et de représentants et correspondants dans 130 pays.
Le 11 novembre 2018, Christophe Deloire présente la Déclaration sur l’information et la démocratie, publiée par la Commission du même nom, à des chefs d’État et de gouvernement, en présence de Nadia Murad, lauréate du prix Nobel de la paix.

### Le Système B, documentaire sur Bolloré et la liberté d'informer
Les équipes de Reporters sans frontières sous la direction de Christophe Deloire ont produit Le Système B, un documentaire français, très remarqué, bien que l'ONG en produise très peu. Il fut diffusé en 2021 et largement médiatisé car il a appelé « l'État, le CSA, l'Autorité de la concurrence et le législateur à intervenir » et dénoncé des « pratiques représentant un véritable danger pour la liberté de la presse, mais aussi pour la démocratie » et alerté contre la censure répétée d'enquêtes dans différents médias du groupe de Vincent Bolloré,,,,,,,, mais visant aussi d'autres médias, par un usage massif des poursuites judiciaires, afin de décourager au maximum les enquêtes sur « ses activités africaines », qui « représentent un tiers du chiffre d'affaires » du groupe Bolloré.

### Forum sur l'information et la démocratie
Le 11 septembre 2018, Christophe Deloire ouvre la première réunion de la Commission sur l’information et la démocratie, qu’il co-préside avec Shirin Ebadi, lauréate du prix Nobel de la Paix. Composée de 25 personnalités de 18 nationalités (dont les lauréats du prix Nobel d’économie Joseph Stiglitz et Amartya Sen, du prix Nobel de littérature Mario Vargas Llosa, et la lauréate du prix Sakharov, l’avocate nigériane Hauwa Ibrahim), cette Commission a pour objet de rédiger une Déclaration internationale sur l’information et la démocratie, permettant de mettre en œuvre des garanties démocratiques dans l’espace digital.
Le 12 septembre 2018, la Commission est reçue par le président de la République française, Emmanuel Macron, au palais de l’Élysée.
Le 11 novembre 2018, il présente la Déclaration sur l’information et la démocratie, publiée par la Commission du même nom, à des chefs d’Etat et de gouvernement, en présence de Nadia Murad, lauréate du prix Nobel de la Paix.
Le 26 septembre 2019, il prononce un discours devant près de 70 ministres lors de la réunion de l’Alliance pour le multilatéralisme, en marge de l’Assemblée générale des Nations unies à New York, à l’occasion de la signature du Partenariat international sur l’information et la démocratie.
Le 11 novembre 2019, Christophe Deloire est élu président du conseil d'administration du Forum sur l'information et la démocratie.
Le 12 novembre 2019, il inaugure la création du Forum sur l’information et la démocratie, lors de la seconde édition du Forum de Paris pour la Paix, en présence notamment du président de Lettonie, Egils Levits.

### États généraux de l’information
Christophe Deloire est nommé en octobre 2023 délégué général des États généraux de l’information par le président de la République Emmanuel Macron. Le quotidien Libération, qui qualifie Deloire de « Macron-compatible », s'interroge : « On se demande comment le secrétaire général de l’ONG de défense de la liberté de la presse, toujours prompt à dénoncer la bollorisation des médias ou les atteintes au secret des sources, va-t-il endosser ce rôle d’arbitre, moins offensif, dans la grande consultation citoyenne voulue par Emmanuel Macron. »

### Mort
Atteint d'une tumeur du cerveau, Christophe Deloire meurt des suites d'un « cancer fulgurant » le 8 juin 2024 à Paris, à l'âge de 53 ans.

## Polémiques
Le 3 février 2016, Le Canard enchaîné publie un article sur la gestion dite directive de l'association par Christophe Deloire et souligne les départs, les licenciements et le mal-être d'une partie de l'effectif de l'organisation.
Le 3 octobre 2014, Le Monde a publié un portrait intitulé « Redresseur sans frontières », qui évoque notamment la politique de redressement financier et de changement stratégique menée par Christophe Deloire. Le quotidien assure que l'organisation est alors en lice pour le prix Nobel de la paix.

## Distinction
Christophe Deloire est lauréat du prix Louis-Hachette 2003.

## Publications

### Livres
- avec Roger-Marc Moreau, Omar Raddad : contre-enquête pour la révision d'un procès manipulé, Raymond Castells, 1998, 216 p. (ISBN 978-2-912587-39-8)
- Histoires secrètes des détectives privés, JC Lattès, 2001, 294 p. (ISBN 978-2-7096-2032-1)
- Cadavres sous influence : les morts mystérieuses de la Ve République, JC Lattès, 2003, 318 p. (ISBN 978-2-7096-2302-5)
- avec Christophe Dubois, L'enquête sabotée : comment l'assassin présumé du préfet Érignac a-t-il pu s'échapper ?, Albin Michel, 2003, 297 p. (ISBN 978-2-226-13693-0)
- avec Christophe Dubois, Les islamistes sont déjà là : enquête sur une guerre secrète, Albin Michel, 2004, 348 p. (ISBN 978-2-226-15149-0, présentation en ligne)Ouvrage vendu à 60 000 exemplaires[31].
- avec Christophe Dubois, Sexus Politicus, Albin Michel, 2006 (réimpr. 2008 en poche aux éditions J'ai lu), 400 p. (ISBN 978-2-226-17255-6)Ouvrage vendu 200 000 exemplaires[32]. Il est traduit aux Pays-Bas et au Portugal[33], après avoir été l'objet d'articles dans de grands journaux du monde entier (The New York Times aux États-Unis, El País en Espagne, La Stampa en Italie, De Telegraaf aux Pays-Bas, The Sunday Times au Royaume-Uni ou encore Veja au Brésil[34]).
- La tragédie de la réussite, Paris, Albin Michel, 2009, 252 p. (ISBN 978-2-226-18089-6)
- avec Christophe Dubois, Circus politicus, Paris, Albin Michel, 2012, 461 p. (ISBN 978-2-226-23859-7)
- La Matrice, Calmann-Lévy, 2022, 396 p.

## Filmographie
- Chirac intime, documentaire coréalisé avec Laurent Delahousse et Erwan L'Eléouet, diffusé sur France 2 en première partie de soirée le 30 juin 2008 dans le cadre de l'émission Un jour, un destin.